# Lvkv 90
Lvkv 90 (Luftvärnskanonvagn 90) – samobieżne działo przeciwlotnicze bazowane na bojowym wozie piechoty Stridsfordon 90 (Combat Vehicle 90).  Wersja eksportowa tego pojazdu znana jest jako CV9040 AAV (Anti Aircraft Vehicle). Samobieżne działo przeciwlotnicze Luftvärnskanonvagn 90 (LvKv 90) zostało opracowane na początku lat 90. Ten pojazd jest również nazywany CV 9040 AA. Około 30 z tych pojazdów służy w armii szwedzkiej.

## Konstrukcja
LvKv 90 jest uzbrojony w działo Bofors 40 mm L/70. Działo jest zasilane z magazynków w kształcie pudełka, po 24 naboi każdy. Armata jest przeładowywana ręcznie w ciągu 20 sekund. LvKv 90 wystrzeliwuje programowalne zbliżeniowe pociski odłamkowe przeciwko celom powietrznym oraz pociski HE-FRAG i AP przeciwko celom naziemnym. Maksymalny skuteczny zasięg przeciwko celom powietrznym to 4 km. Uzbrojenie dodatkowe składa się ze sprzężonego karabinu maszynowego kalibru 7,62 mm. LvKv 90 jest wyposażony w nowoczesny system kierowania ogniem. Radar ma maksymalny zasięg wykrywania 14 km. LvKv posiada system indentyfikacji swój-obcy i może jednocześnie śledzić do 6 celów.
Pancerz przedni LvKv 90 zapewnia ochronę przed pociskami przeciwpancernymi wystrzeliwanymi z działek małego kalibru i odłamkami pocisków artyleryjskich. Pojazd wyposażony jest w system ochrony przed bronią masowego rażenia oraz automatyczny system gaszenia pożaru.
LvKv 90 bazuje na podwoziu CV90. Napęd stanowi silnik Diesla SAAB-Scania DS14 o mocy 550 koni mechanicznych. Pojazd jest w pełni amfibią po zamontowaniu specjalnego zestawu do pływania. Na wodzie jest napędzany gąsienicami.